# Drobitskij Jar

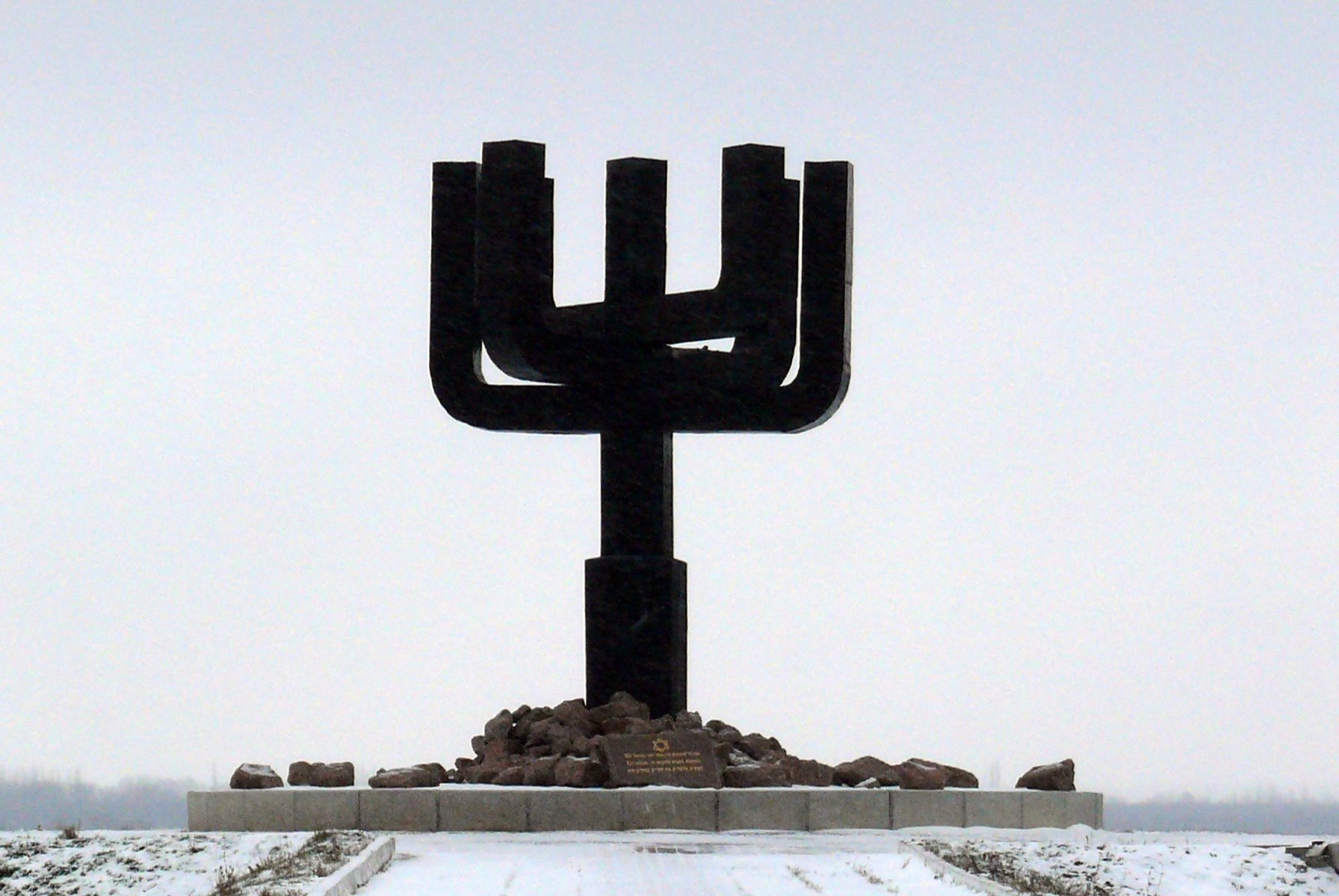
Menoran vid Drobitskij Jar.

Drobitskij Jar är en ravin sydost om Charkiv i Ukraina. Under andra världskriget mördade nazisterna här omkring 16 000 personer, främst judar.